# Цай Ен
Цай Ен (18 апреля 1906, Владивосток — 20 мая 1981, Алма-Ата) — советский режиссёр, драматург, член Союза писателей СССР (с 1944 года), заслуженный деятель искусств Казахской ССР (1947).

## Биография
После окончания режиссёрского факультета ВГИКа (мастерская Всеволода Пудовкина) работал в студии «Арменкино». В 1933—1934 годах работал режиссёром китайского (позднее корейского) театра рабочей молодёжи во Владивостоке.
С 1934 года и до конца жизни был режиссёром, главным режиссёром Корейского музыкально-драматического театра (в 1978 году сменил название на Корейский театр музыкальной комедии) в Алма-Ате. Ставил пьесы корейских, русских, казахских и зарубежных драматургов. Среди них «Поток жизни» (1945), «Южнее 38-й параллели» (1950) и «Сказание о Хын Бу» (1956) Тхай Дян Чуна, «Ден Ай» Ен Сен Ена (1960), «Хон Гиль Дон» Ким Ги Чера (1970), «Енлик — Кебек» Мухтара Ауэзов (1962), «Судьба отца» Бексултана Жакиева (1963), «Каракумская трагедия» О. Бодыкова (1970), «Ревизор» Николая Гоголя (1952), «Слава» Виктора Гусева (1938), «Враги» Максима Горького (1939), «Русские люди» Константина Симонова (1941), «Платон Кречет» Александра Корнейчука (1950), «Кремлёвские куранты» Николая Погодина (1957), «Именем революции» Михаила Шатрова (1960), «Легенда о любви» Назыма Хикмета (1953), «Лекарь поневоле» Мольера (1964) и других.
Цай Ен выступил и как драматург, написав драмы «Дружба» (1946), «Рассвет» (1962), «Незабываемые дни» (1963, в соавторстве с Ем Са Иром), «Радуга» (1967), комедии «Радостная жизнь» (1948), «Строгий отец» (1960), водевиль «Единственная дочь» (1980). Все они были поставлены в Корейском театре музыкальной комедии. Он также был автором инсценировок и режиссёром спектаклей: «Сказание о девушке Сим Чен» (1936), «Сказание о девушке Чун Хян» (1940, в соавторстве с Ли Ден Нимом и Ен Сен Неном).

## Награды
- Орден «Знак Почёта» (3 января 1959) — за выдающиеся заслуги в развитии казахского искусства и литературы и в связи с декадой казахского искусства и литературы в гор. Москве
- Заслуженный деятель искусств Казахской ССР (1947)
- Медали